# سلمون (رخية)

'

تعديل مصدري - تعديل

سلمون هي إحدى قرى عزلة رخية بمديرية رخية التابعة لمحافظة حضرموت، بلغ تعداد سكانها 356 نسمة حسب تعداد اليمن لعام 2004.